# Argyropasta thermopera
Argyropasta thermopera là một loài bướm đêm trong họ Noctuidae.